# Juli 2009
Portal Geschichte | Portal Biografien | Aktuelle Ereignisse | Jahreskalender | Tagesartikel

◄ |
20. Jahrhundert |
21. Jahrhundert

◄ |
1970er |
1980er |
1990er |
2000er
| 2010er | 2020er | 2030er | ►

◄ |
2005 |
2006 |
2007 |
2008 |
2009
| 2010 | 2011 | 2012 | 2013 | ►

◄ |
April 2009 |
Mai 2009 |
Juni 2009 |
Juli 2009 |
August 2009 |
September 2009 |
Oktober 2009 |
►
Dieser Artikel behandelt tagesbezogene Nachrichten und Ereignisse im Juli 2009.

## Tagesgeschehen

### Mittwoch, 1. Juli 2009
- Augsburg/Deutschland: In der Stadtmitte existiert seit heute eine Umweltzone.[1]
- Berlin/Deutschland: Die Kfz-Steuer ist künftig vom CO2-Ausstoß abhängig. Zudem steigen das Renten- und Arbeitslosengeld.[2]
- Brüssel/Belgien: Die Europäische Union erklärt Irland zur Brucellose-freien Zone.[3]
- München/Deutschland: Der deutsche Fußballspieler Mario Gómez nimmt beim FC Bayern München die Arbeit auf, die von Bayern München an den VfB Stuttgart gezahlte Ablösesumme für ihn ist mit 30 Millionen Euro die höchste, die bis dato für einen deutschen Fußballer gezahlt wurde.[4]
- Stockholm/Schweden: Schweden übernimmt von Tschechien die EU-Ratspräsidentschaft.[5]
- Zagreb/Kroatien: Premierminister Ivo Sanader tritt überraschend zurück.[6]

### Donnerstag, 2. Juli 2009

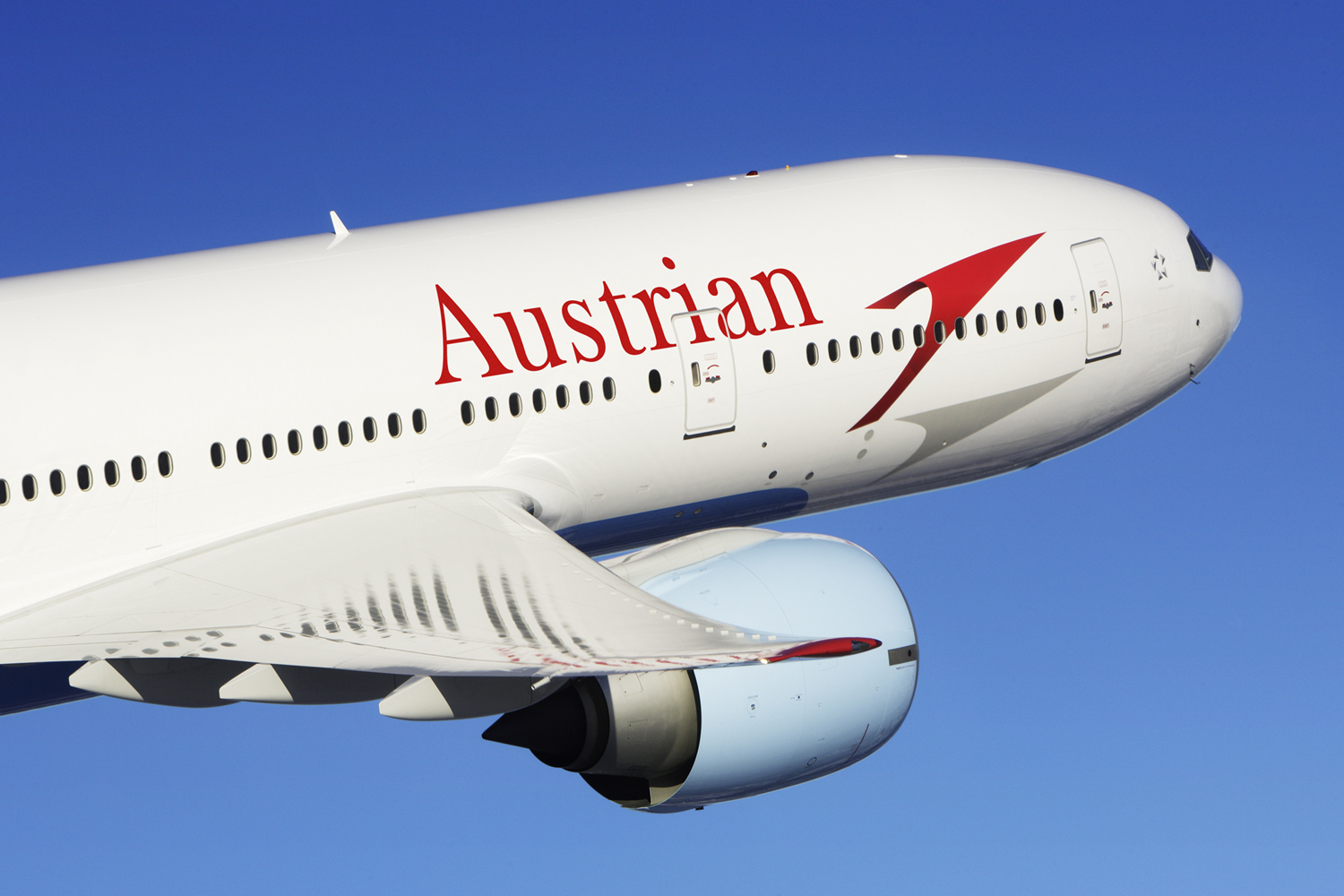
Boeing 777 der Austrian Airlines

- Berlin/Deutschland: Die FDP muss wegen eines Spendenskandals um den früheren FDP-Vorsitzenden von Nordrhein-Westfalen, Jürgen Möllemann, 4,3 Millionen Euro an die Bundestagsverwaltung zurückzahlen.[7]
- Brüssel/Belgien: Der geplante Verkauf der österreichischen Fluggesellschaft Austrian Airlines an das deutsche Unternehmen Lufthansa wird von der EU-Kommission zurückgestellt und soll weiter geprüft werden.[8]
- Kabul/Afghanistan: Trotz einer massiven Militäroffensive gelingt es den Taliban, einen US-Soldaten zu entführen.[9]
- Sacramento / Vereinigte Staaten: Gouverneur Arnold Schwarzenegger ruft wegen der dramatischen finanziellen Situation seines Bundesstaates den Finanznotstand aus.[10]

### Freitag, 3. Juli 2009

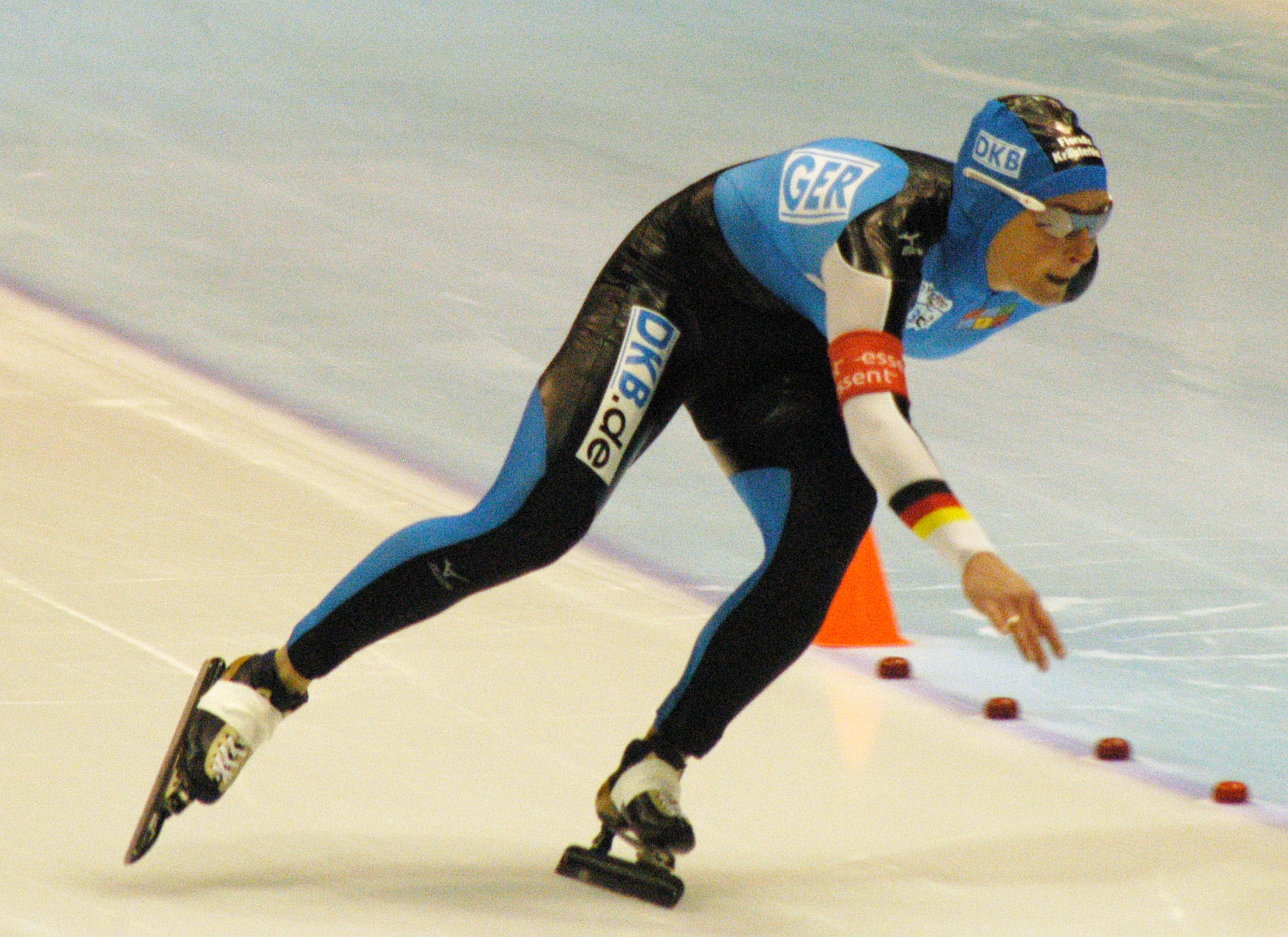
Claudia Pechstein

- Berlin/Deutschland: Die Weltantidopingagentur sperrt die deutsche Eisschnellläuferin Claudia Pechstein wegen Blutdopings für zwei Jahre.[11]
- Berlin/Deutschland: Der Deutsche Bundestag stimmt dem Finanzmarktstabilisierungsfortentwicklungsgesetz zur Errichtung sogenannter Bad Banks zu.[12]

### Samstag, 4. Juli 2009

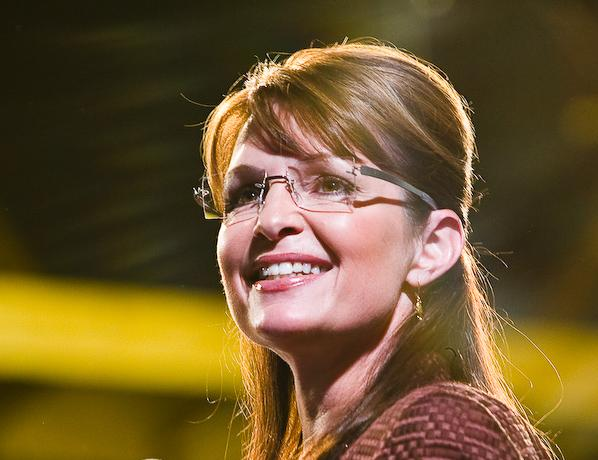
Sarah Palin

Das neue Sky-Logo

- Juneau / Vereinigte Staaten: Die ehemalige Kandidatin für das Vizepräsidentenamt und aktuelle Gouverneurin von Alaska, Sarah Palin, gibt ihren Rückzug als Gouverneurin zum 26. Juli 2009 bekannt.[13]
- London / Vereinigtes Königreich: Die US-Amerikanerin Serena Williams gewinnt das Tennisrasenplatztunier von Wimbledon gegen ihre Schwester Venus Williams in nur zwei Sätzen (7:6 und 6:2).[14]
- Nasran/Russland: Bei einem Anschlag kommen zehn Polizisten ums Leben.[15]
- Pjöngjang/Nordkorea: Mit dem Abschuss von drei Scud-Raketen verstößt das Land erneut gegen die Resolutionen 1695, 1718 und 1874 des UN-Sicherheitsrats.[16]
- Unterföhring/Deutschland: Der Pay-TV-Sender Sky ersetzt seinen Vorgänger Premiere.[17]

### Sonntag, 5. Juli 2009
- Frankfurt am Main/Deutschland: Timo Bracht und Sandra Wallenhorst gewinnen den Ironman Germany.[18]
- Köln/Deutschland: Der größte Christopher Street Day in Deutschland lockt 500.000 Zuschauer an.[19]
- London / Vereinigtes Königreich: Der Profi-Tennisspieler Roger Federer gewinnt das Wimbledon-Finale gegen Andy Roddick mit 5:7, 7:6 (8:6), 7:6 (7:5), 3:6 und 16:14. Es ist sein sechster Sieg in Wimbledon und sein 15. Grand-Slam-Sieg, womit er den Rekord von Pete Sampras überbietet. Gleichzeitig löst er Rafael Nadal wieder als Nummer 1 ab. Anna-Lena Grönefeld gewinnt zum ersten Mal das Finale im Mixed.[20]
- Sofia/Bulgarien: Bei den Parlamentswahlen gewinnt Bojko Borissow mit seiner GERB-Bewegung.[21]
- Stavanger/Norwegen: Julius Brink und Jonas Reckermann gewinnen als erstes europäisches Team die Beachvolleyball-Weltmeisterschaft.[22]
- Washington, D.C. / Vereinigte Staaten: Die Organisation Amerikanischer Staaten schließt Honduras aus. Zuvor hatte der Präsident der Übergangsregierung Roberto Micheletti mit dem Austritt seines Landes aus der OAS gedroht.[23][24]

### Montag, 6. Juli 2009
- Barranquilla/Kolumbien: Der 27-jährige Fußballprofi Javier Florez von Atlético Junior de Barranquilla erschießt einen Fan und seinen Nachbarn.[25]
- Berlin/Deutschland: Das Ehrenkreuz der Bundeswehr für Tapferkeit wird erstmals verliehen.[26]
- London / Vereinigtes Königreich: Im Rahmen einer Veranstaltung der British Library zum Codex Sinaiticus, einer der ältesten fast vollständig erhaltenen Bibelhandschriften, wird der letzte Teil dieses an vier Orten in Europa und Afrika verwahrten Manuskripts im Internet zugänglich gemacht. Der Text ist in altgriechischer Sprache geschrieben, Nutzer können den Codex virtuell durchblättern.[27][28]
- Moskau/Russland: Der US-amerikanische Präsident Barack Obama besucht zum ersten Mal in seiner Amtszeit die russische Hauptstadt und den russischen Präsidenten Dmitri Medwedew und den russischen Ministerpräsidenten Wladimir Putin sowie Oppositionsführer Garri Kasparow.[29][30]
- Ürümqi/China: Bei Protesten gegen die Unterdrückung der uigurischen Bevölkerung Nordwestchinas am Wochenende in der Provinzhauptstadt von Xinjiang werden 140 Menschen getötet und 800 weitere verletzt. Die Unruhen begannen nach gewaltsamer Zerstreuung von etwa 3.000 Demonstranten, die eine amtliche Untersuchung des Mordes an zwei Uiguren Ende Juni forderten.[31][32]

### Dienstag, 7. Juli 2009
- Kyūshū/Japan: Im Westen der größten Insel Japans kommen nach heftigen Regenfällen durch Überschwemmungen und Erdrutsche mindestens 60 Menschen ums Leben. 1,5 Millionen Menschen wurden aufgefordert, ihre Häuser zu verlassen. Am stärksten traf der Starkregen die Präfektur Hiroshima.[33]
- Los Angeles / Vereinigte Staaten: Vor 17.500 Zuschauern im Staples Center findet die Trauerfeier für Michael Jackson statt. Als Gäste wirken, neben anderen, Brooke Shields, Mariah Carey, Stevie Wonder, John Mayer, Jennifer Hudson, Kobe Bryant, Magic Johnson, Lionel Richie, Usher, Smokey Robinson sowie Jermaine Jackson mit.[34]
- Vatikanstadt: Papst Benedikt XVI. veröffentlicht seine dritte Enzyklika mit dem Titel „Caritas in veritate“ (deutsch „Die Liebe in der Wahrheit“).[35][36]

### Mittwoch, 8. Juli 2009

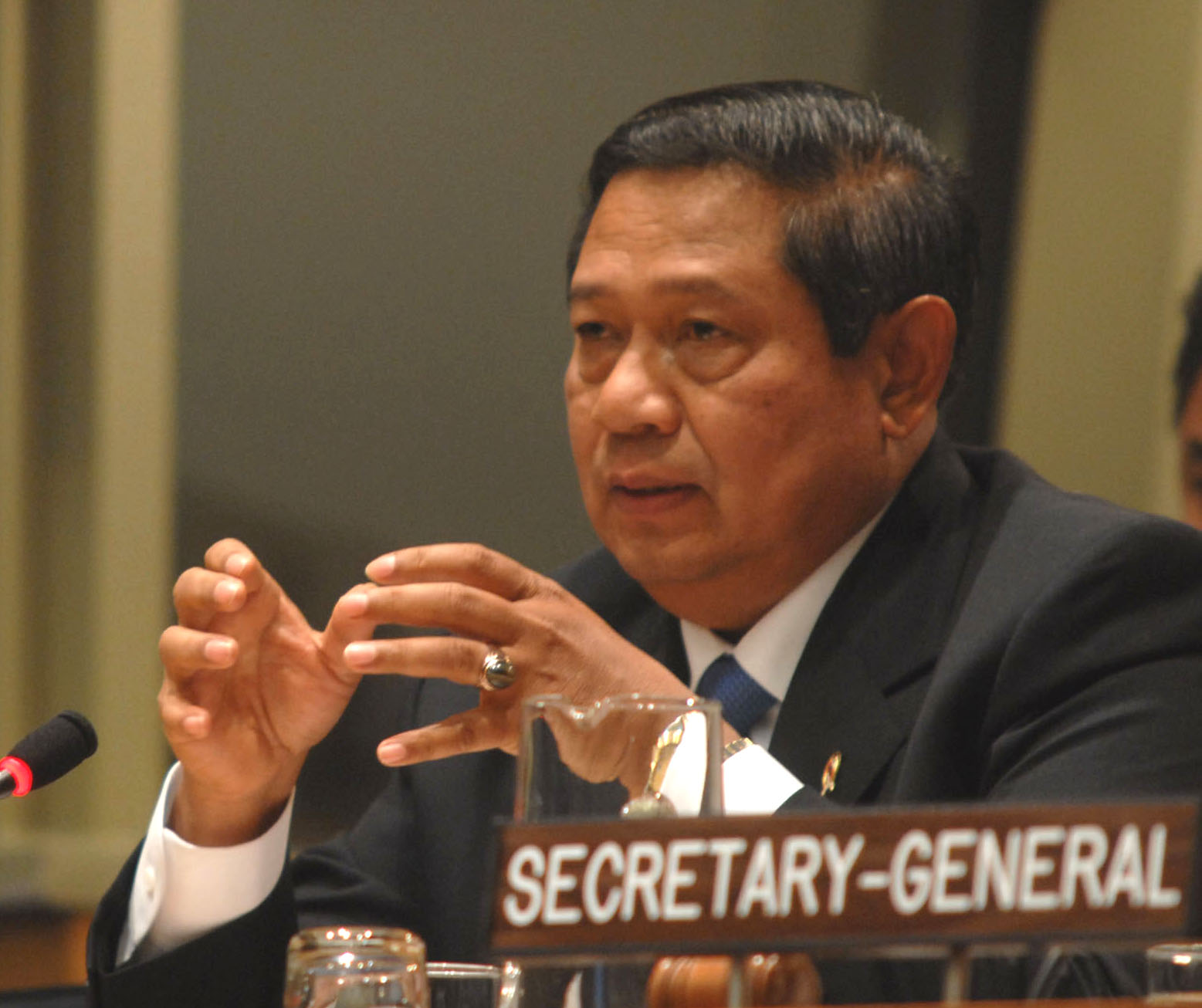
Susilo Bambang Yudhoyono

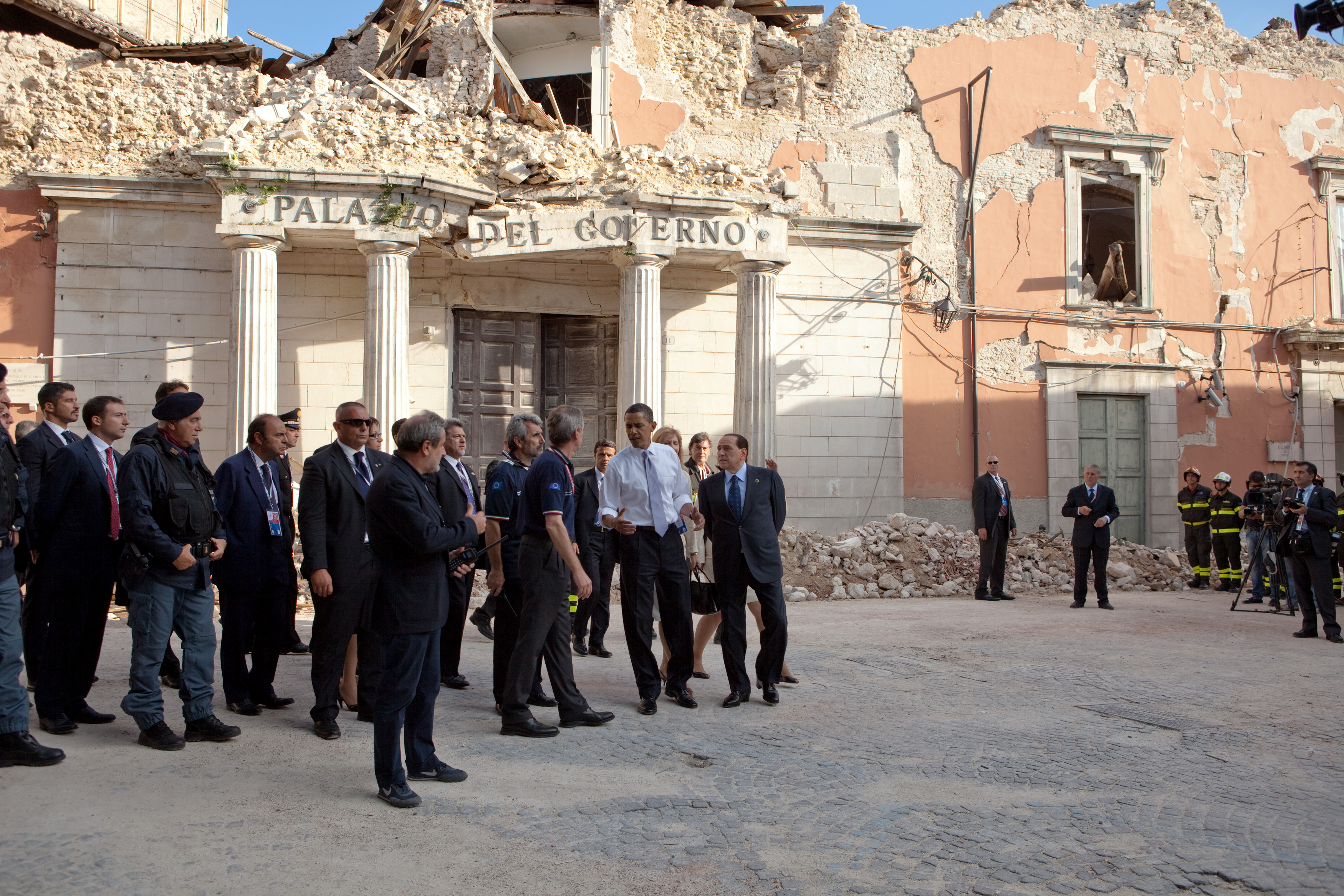
Die G8-Staatschefs besichtigen die Folgen des Erdbebens,
im Bild: Barack Obama (USA)

- Jakarta/Indonesien: Bei den Präsidentschaftswahlen wird der bisherige Amtsinhaber Susilo Bambang Yudhoyono wiedergewählt.[37][38]
- L’Aquila/Italien: Die Staatschefs der G8-Staaten und zwei Vertreter der Europäischen Union kommen in der vom Erdbeben zerstörten mittelitalienischen Stadt zusammen. Geplant ist auch ein Treffen des US-Präsidenten Barack Obama mit Papst Benedikt XVI. Ab Donnerstag sind zu den Beratungen die Staatschefs der „Schwellenländer“ Brasilien, China, Indien, Mexiko und Südafrika eingeladen.[39]

### Donnerstag, 9. Juli 2009
- Berlin/Deutschland: Die Bundesregierung verzichtet auf den Ausbau des Truppenübungsplatzes Wittstock (Bombodrom) zu einem Luft-Boden-Schießplatz der Bundeswehr.[40]
- München/Deutschland: Nach massiven Strafdrohungen aus Brüssel gibt die bayerische Staatsregierung ihren Widerstand gegen die Veröffentlichung der EU-Agrar-Subventionen auf. Von August 2009 an sollen die Daten im Netz stehen.[41]
- Südkorea, Vereinigte Staaten: Regierungswebseiten beider Staaten werden durch Hackerangriffe lahmgelegt.[42]

### Freitag, 10. Juli 2009
- Berlin/Deutschland: Die Evangelische Kirche in Deutschland (EKD) und der Reformierte Bund feiern den 500. Geburtstag des Reformators Johannes Calvin (1509–1564).[43]
- Gary / Vereinigte Staaten: 6.000 Menschen nehmen an einer Trauerfeier in Michael Jacksons Geburtsort Gary im US-Bundesstaat Indiana teil. Zu den prominenten Gästen zählen der Bürgerrechtler Jesse Jackson und Michael Jacksons Vater Joe.
- Kaschgar/China: Nach Plänen der Provinzregierung soll in den kommenden Monaten die uigurische Altstadt abgerissen und neu gebaut werden.[44]

### Samstag, 11. Juli 2009
- Hamburg/Deutschland: Nach der Reaktorschnellabschaltung des Kernkraftwerks Krümmel hat die Betreibergesellschaft Vattenfall weitere Fehler eingeräumt und eine monatelange Abschaltung des Atomkraftwerks angekündigt.[45]

### Sonntag, 12. Juli 2009
- Brazzaville/Republik Kongo: Präsidentschaftswahlen

### Montag, 13. Juli 2009

Geplanter Verlauf der Nabucco-Pipeline

- Ankara/Türkei: Nach jahrelangen Vorverhandlungen wird der Vertrag für den Bau der Nabucco-Pipeline unterzeichnet.[46]
- München/Deutschland: Deutsche und nordafrikanische Unternehmen gründen ein Konsortium zur Finanzierung und technischen Ausführung des DESERTEC-Projektes, in dessen Rahmen in großem Umfang Solarstrom in Nordafrika produziert und über Fernleitungen auch nach Europa geleitet werden soll.[47]

### Dienstag, 14. Juli 2009

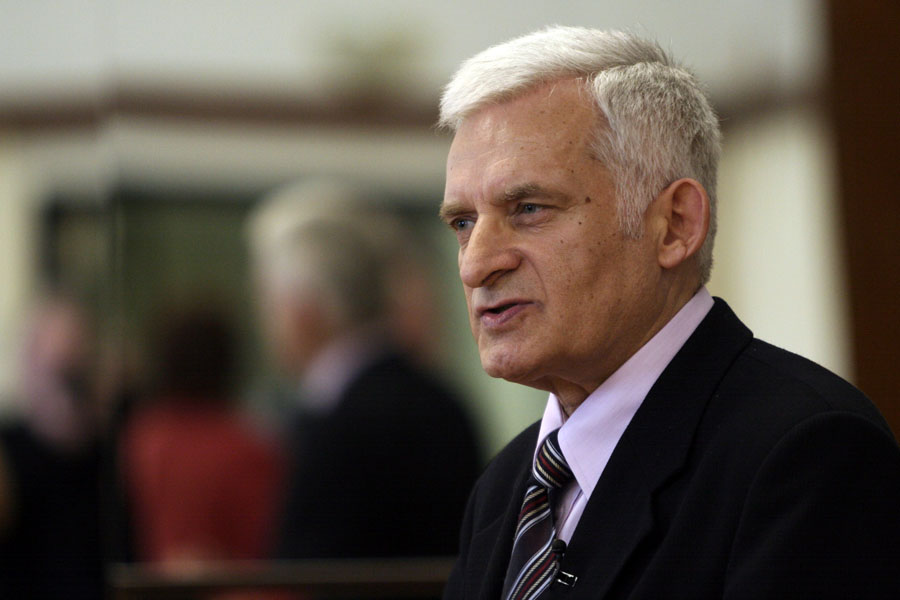
Jerzy Buzek

- Straßburg/Frankreich: Der ehemalige polnische Ministerpräsident Jerzy Buzek wird zum Präsidenten des Europäischen Parlamentes gewählt.[48]
- Vereinigte Staaten:  Das zweite Album des US-amerikanischen Rappers Krizz Kaliko mit dem Namen Genius erscheint über das Independent-Label Strange Music.

### Mittwoch, 15. Juli 2009
- Cape Canaveral / Vereinigte Staaten: Nach fünf Verschiebungen startet die US-amerikanische Raumfähre Endeavour erfolgreich zur Internationalen Raumstation.[49]
- Kiel/Deutschland: Die Große Koalition im Land Schleswig-Holstein zerbricht.[50]
- Lyon/Frankreich: Die Vollversammlung der Konferenz Europäischer Kirchen (KEK) wird eröffnet. Höhepunkt der Tagung mit mehr als 800 Teilnehmern sind die Feiern zum 50-jährigen Bestehen der Organisation.[51]
- Moskau/Russland: Die Entführung und Ermordung der Menschenrechtsaktivistin Natalja Estemirowa löst weltweite Bestürzung aus.
- Qazvin/Iran: Beim Absturz einer Passagiermaschine der Caspian Airlines vom Hersteller Tupolew kommen alle 168 Passagiere ums Leben.[52]

### Donnerstag, 16. Juli 2009

Island und die Mitgliedstaaten der Europäischen Union

- Ingolstadt/Deutschland: In Anwesenheit von Bundeskanzlerin Angela Merkel feiert der Automobilhersteller Audi sein 100-jähriges Bestehen. Am 16. Juli 1909 gründete August Horch in Zwickau die August Horch Automobilwerke GmbH, die er 1910 umbenennen musste. Dabei entschied er sich für das lateinische Wort „Audi“.[53]
- Reykjavík/Island: Das isländische Parlament spricht sich mehrheitlich für ein Beitrittsgesuch an die Europäische Union aus.[54] Am 17. Juli überreicht Außenminister Össur Skarphéðinsson dem EU-Ratspräsidenten Fredrik Reinfeldt den Beitrittsantrag um Mitgliedschaft in der Europäischen Union.[55]

### Freitag, 17. Juli 2009
- Jakarta/Indonesien: Bei Bombenattentaten auf zwei Luxushotels kommen mindestens neun Menschen ums Leben und fünfzig weitere werden verletzt.

### Samstag, 18. Juli 2009

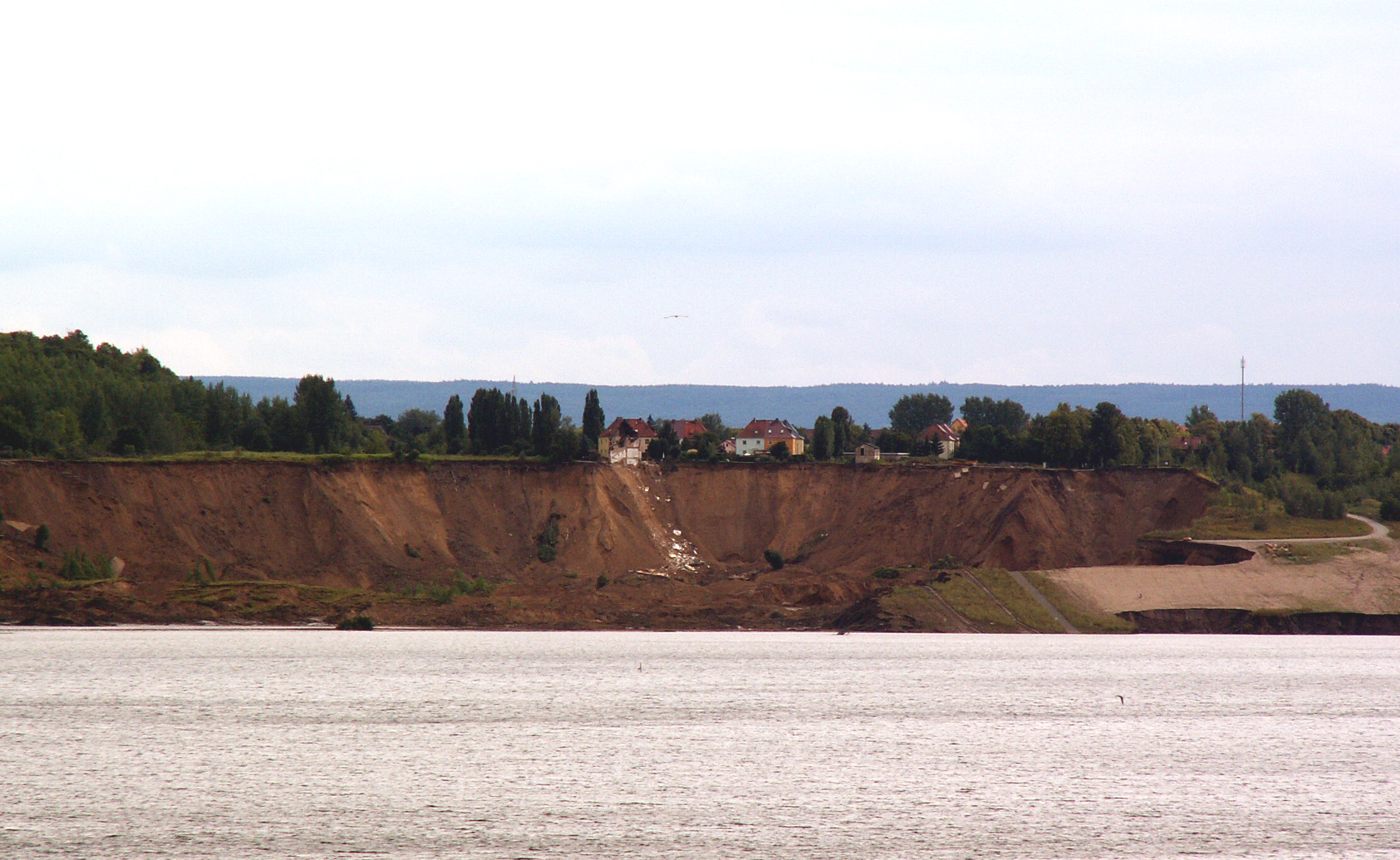
Der Unglücksort in Nachterstedt

- Frankreich: Während der Tour de France wird eine 61-jährige Zuschauerin von einem Polizei-Motorrad erfasst und getötet.
- Nachterstedt/Deutschland: Beim Abrutsch von circa zwei Millionen Kubikmeter so genannter „Böschungsmasse“ werden zwei Häuser in den gefluteten ehemaligen Tagebau von Nachterstedt gerissen, der inzwischen den Namen Concordiasee trägt. Drei Menschen sterben bei dieser so genannten „Böschungsbewegung“.[56]
- Somalia: Somalische Piraten geben das deutsche Containerschiff Victoria frei.[57]

### Sonntag, 19. Juli 2009
- Berlin/Deutschland: Aufgrund gravierender Wartungsmängel muss der Betrieb der S-Bahn mehrere Monate lang massiv eingeschränkt werden.[58]
- Menden/Deutschland: Bei einem Schützenfest fährt ein älterer Autofahrer in einen Umzug der Sankt-Hubertus-Schützen und tötet dabei drei Menschen.[59]
- Nouakchott/Mauretanien: Mohamed Ould Abdel Aziz gewinnt bei den Präsidentschaftswahlen.[60]

### Montag, 20. Juli 2009
- Istanbul/Türkei: In einer Einkaufsstraße wird ein deutscher Tourist mit einem Messer angegriffen und erliegt später in einem Krankenhaus seinen schweren Verletzungen.[61]
- Kabul/Afghanistan: Bei einem Bombenanschlag im Osten des Landes sterben vier US-Soldaten.[62]
- Kiel/Deutschland: Aufgrund des Widerstands der SPD scheitert die Selbstauflösung des schleswig-holsteinischen Landtages. Ministerpräsident Peter Harry Carstensen will daraufhin am 23. Juli die Vertrauensfrage stellen und hat vier SPD-Minister aus ihren Ämtern entlassen.[63]
- Rustenburg/Südafrika: Beim Einsturz einer Schachtdecke in einem Bergwerk kommen neun Arbeiter ums Leben.[64]
- Selb/Deutschland: Das insolvente Unternehmen Rosenthal AG wird an das italienische Unternehmen Sabonet Paderno verkauft.[65]

### Dienstag, 21. Juli 2009
- Tarragona/Spanien: Bei einem Waldbrand nahe Tarragona an der nordostspanischen Küste kommen vier Feuerwehrleute ums Leben.[66]
- Tokio/Japan: Ministerpräsident Tarō Asō löst das Abgeordnetenhaus auf und macht den Weg für Neuwahlen am 30. August 2009 frei.[67]
- Yamaguchi/Japan: Erdrutsche nach sintflutartigen Regenfällen reißen im Westen des Landes mindestens fünf Menschen in den Tod. In der Stadt Hōfu töten Schlammmassen in ein Altersheim mindestens drei Menschen.[68]

### Mittwoch, 22. Juli 2009

Verlauf der Sonnenfinsternis

- Narok County/Kenia: Bei einem Busunglück im Dorf Ntutele sterben mindestens 22 Menschen und 51 weitere werden verletzt.[69]
- Ostasien: Von Teilen Ostasiens und des Pazifischen Ozeans aus kann die längste Sonnenfinsternis des 21. Jahrhunderts beobachtet werden.[70]
- Vescovato/Frankreich: Im Norden der französischen Urlauberinsel Korsika verüben Unbekannte einen Autobomben-Anschlag auf eine Polizeiwache.[71]

### Donnerstag, 23. Juli 2009

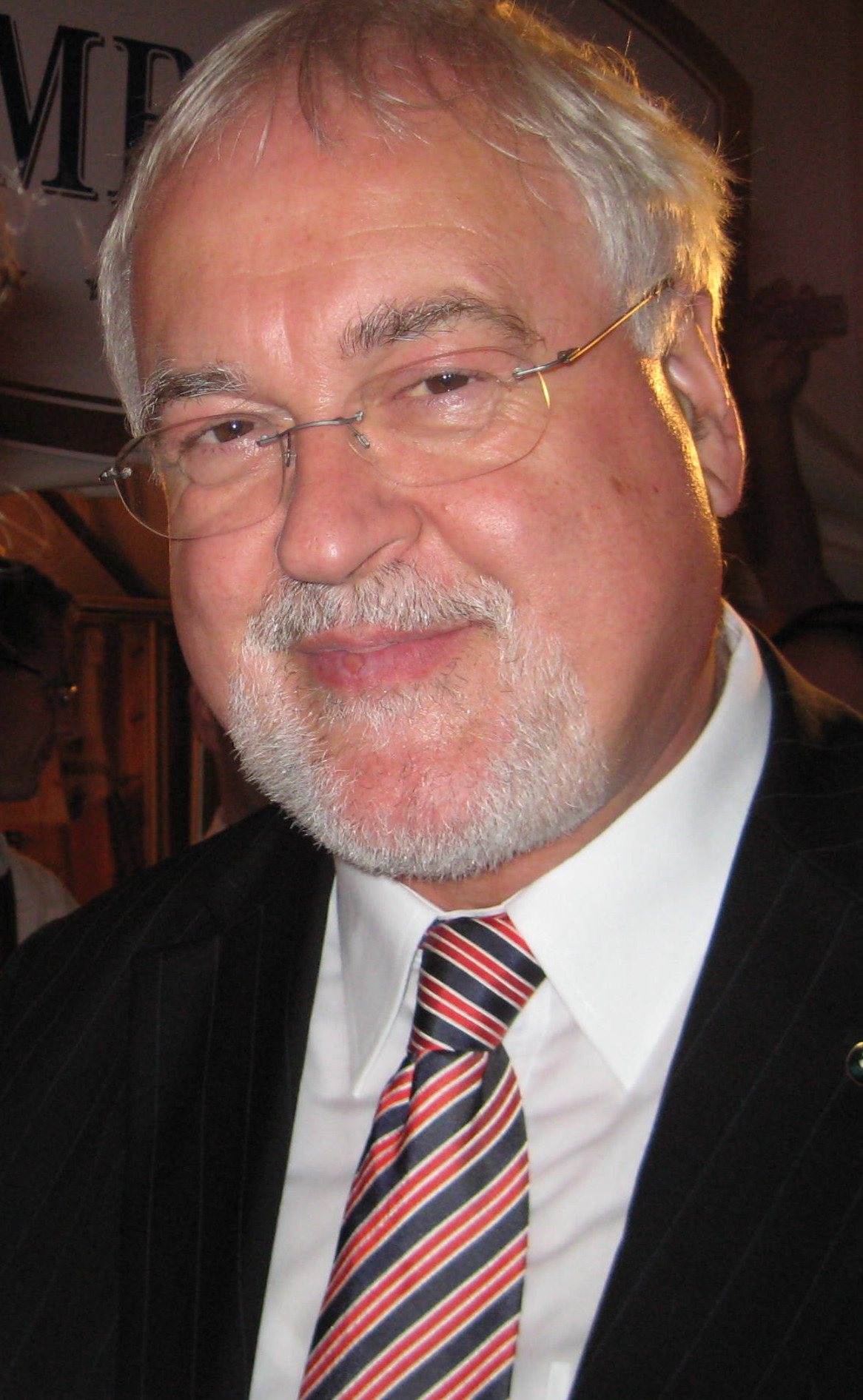
Peter Harry Carstensen

- Bischkek/Kirgisistan: Die Präsidentschaftswahlen finden statt.
- Islamabad/Pakistan: Saad Bin Laden, der Sohn von Terroristenführer Osama bin Laden, soll möglicherweise bei einem US-Luftangriff in Pakistan getötet worden sein.[72]
- Kiel/Deutschland: Der Landtag entzieht Ministerpräsident Peter Harry Carstensen das Vertrauen und macht somit den Weg für vorgezogene Neuwahlen in Schleswig-Holstein am 27. September 2009 frei.
- Korsika/Frankreich: Auf der Insel brennen tausend Hektar Busch- und Waldfläche.[73]
- Nynäshamn/Schweden: Zwei Passagierfähren stoßen bei dichtem Nebel vor der Küste zusammen.[74]
- Sichuan/China: Nach einem Erdrutsch im Südwesten des Landes werden mindestens 53 Menschen vermisst.[75]
- Stockholm/Schweden: Island beantragt bei der schwedischen EU-Ratspräsidentschaft offiziell die Aufnahme in die Europäische Union.[76]
- Stuttgart/Deutschland: Wendelin Wiedeking tritt mit sofortiger Wirkung als Vorstandsvorsitzender von Porsche zurück.[77]
- Wesel/Deutschland: Nora Baumberger, bekannt als Erotik-Star Dolly Buster, kandidiert bei der Kommunalwahl am 30. August für den Stadtrat in ihrem Wohnort.[78]

### Freitag, 24. Juli 2009

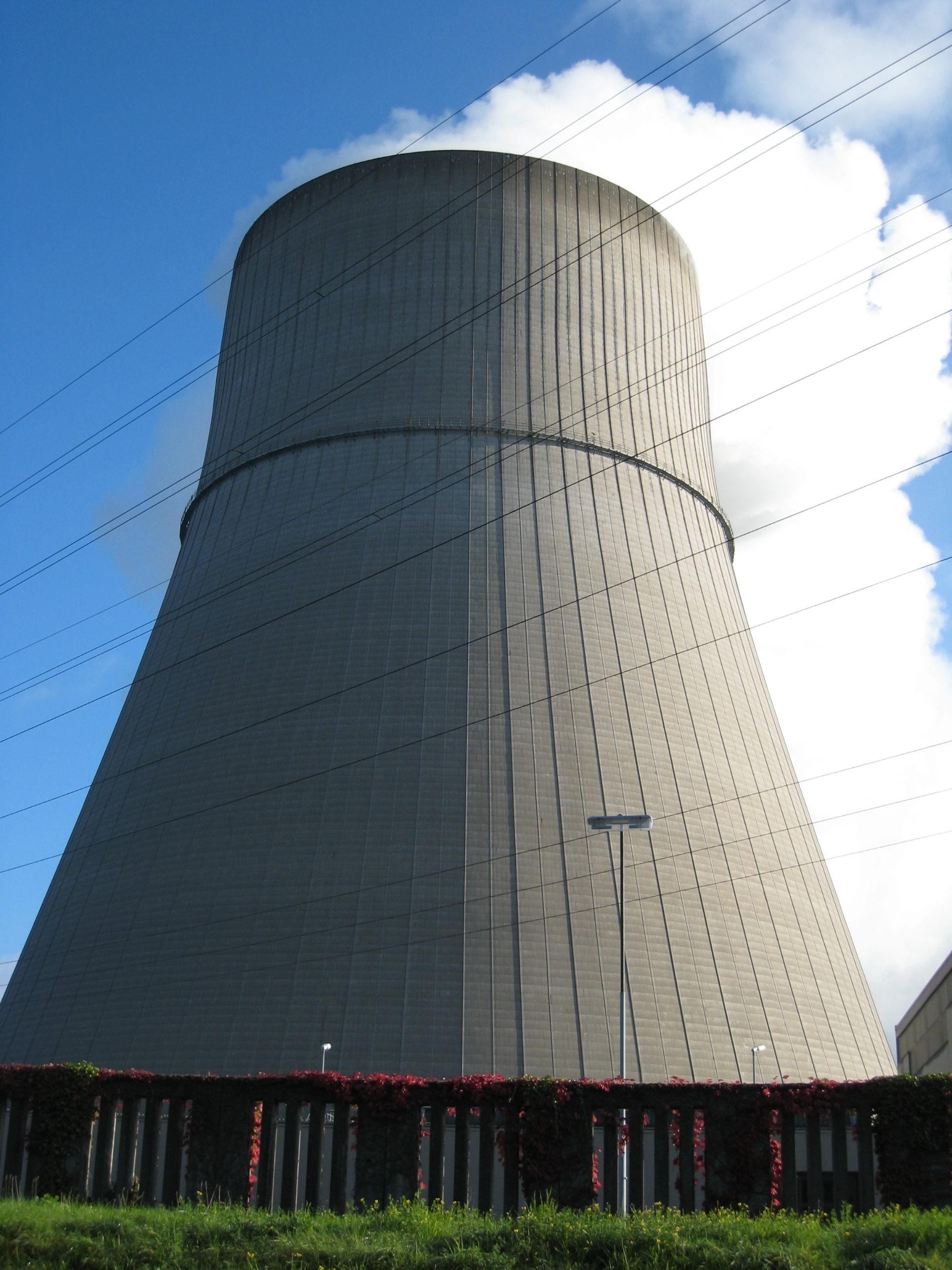
Kühlturm des Kernkraftwerks Emsland

- Deutschland: Hannes Rehm, der Sprecher des Leitungsausschusses des Finanzmarktstabilisierungsfonds, erklärt, dass vom Finanzmarktstabilisierungsfonds bislang Garantien im Volumen von 143 Milliarden Euro und Eigenkapitalhilfen in Höhe von 24,5 Milliarden Euro gewährt worden seien. Es lägen noch 23 noch nicht bewilligte Anträge auf Garantien in Höhe von 65 Milliarden Euro vor.[79]
- Kaštela/Kroatien: Bei einem Zugunglück kommen sechs Menschen ums Leben.[80]
- Lingen, Philippsburg/Deutschland: Nach technischen Pannen werden das Kernkraftwerk Emsland und der Block 2 des Kernkraftwerks Philippsburg abgeschaltet.[81]
- Maschhad/Iran: Bei einem Flugunfall kommen 17 Menschen ums Leben.[82]
- Österreich: Schwere Unwetter richten große Schäden zwischen Salzburg und Wien an.[83]
- Rostow/Russland: Bei einem Busunglück kommen 19 Menschen ums Leben.[84]
- Smithsburg / Vereinigte Staaten: Beim Absturz eines Hubschraubers im US-Staat Maryland kommen mindestens vier Menschen ums Leben.[85]

### Samstag, 25. Juli 2009

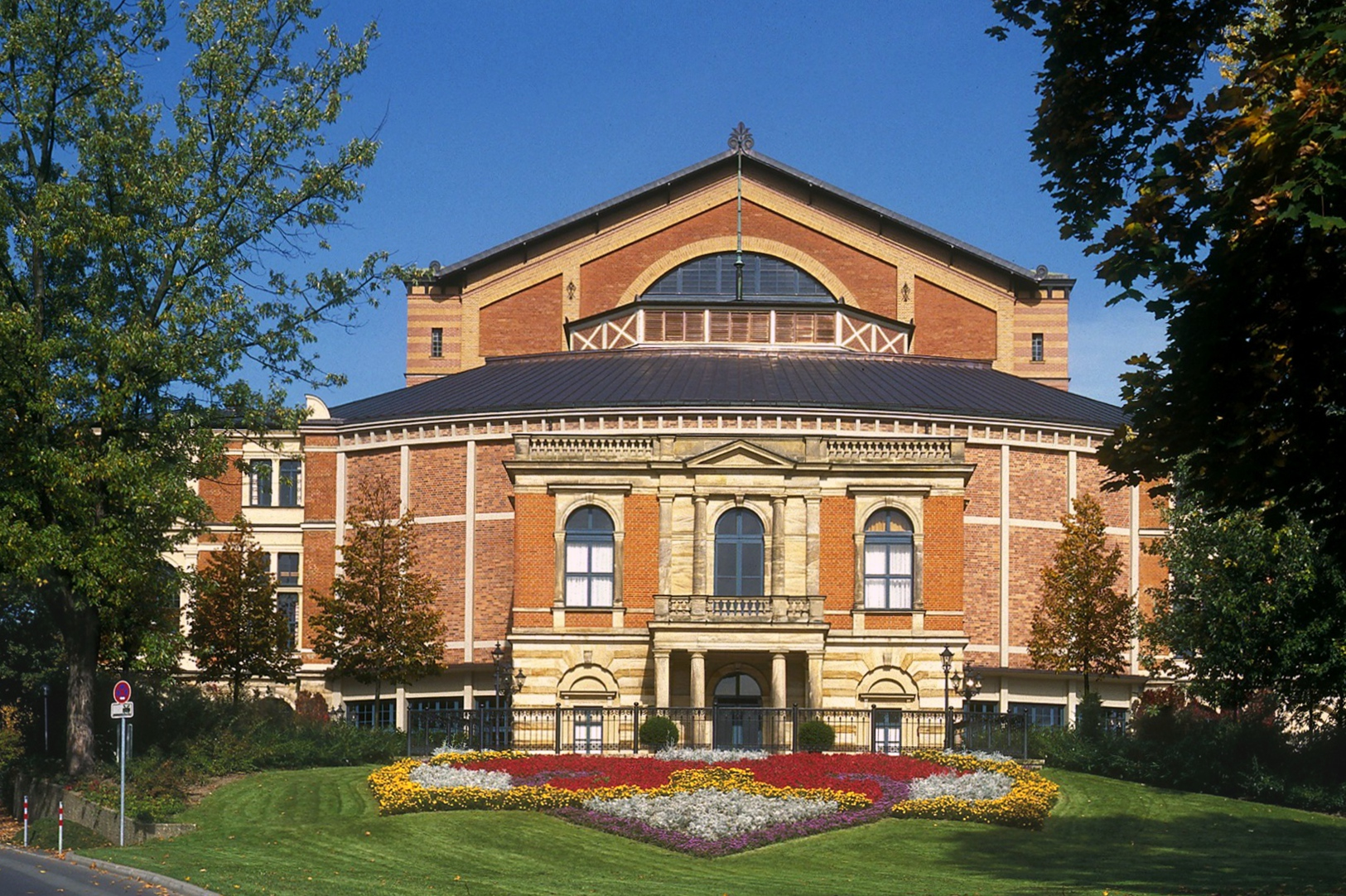
Richard-Wagner-Festspielhaus

- Bayreuth/Deutschland: Die 98. Richard-Wagner-Festspiele werden mit einer Wiederaufnahme der Oper Tristan und Isolde eröffnet, während die 89. Salzburger Festspiele mit Georg Friedrich Händels Werk Theodora beginnen.[86]
- Bougainville/Papua-Neuguinea: Ein Erdbeben der Stärke 6,2 erschüttert den pazifischen Inselstaat Papua-Neuguinea.[87]
- Budapest/Ungarn: Beim Qualifikationsrennen zum Großen Preis von Ungarn wird Felipe Massa lebensbedrohlich verletzt. Knapp eine Woche zuvor starb der 18-jährige Henry Surtees bei einem ähnlichen Unfall in der Formel 2.

### Sonntag, 26. Juli 2009

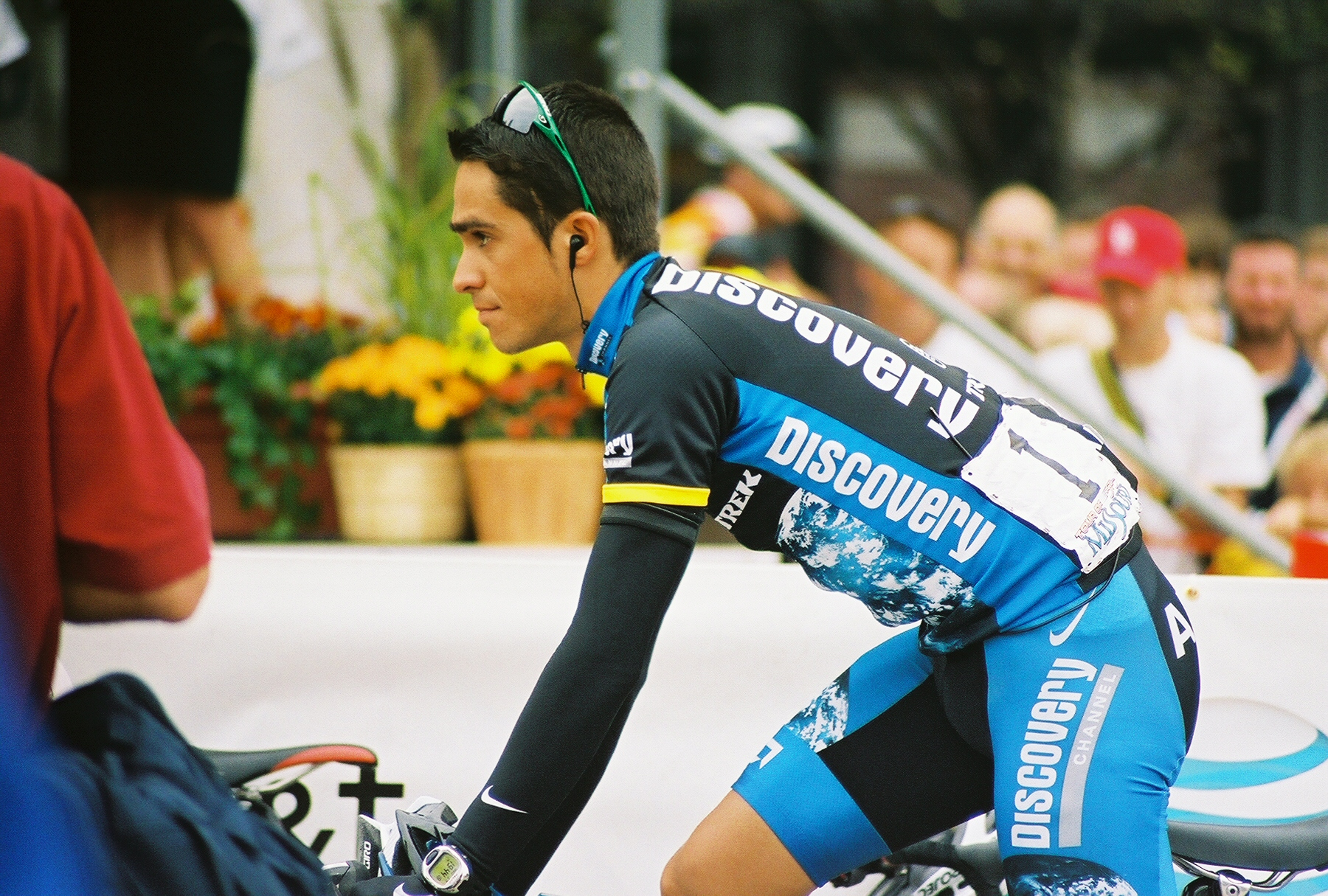
Alberto Contador

- Amsterdam/Niederlande: Die Baptisten feiern ihr 400-jähriges Bestehen.
- Celle/Deutschland: Beim Bundesparteitag der Freien Union mit der früheren CSU-Politikerin Gabriele Pauli kommt es zu Tumulten.[88]
- Paris/Frankreich: Der spanische Radrennfahrer Alberto Contador gewinnt zum zweiten Mal nach 2007 die Tour de France.[89]

### Montag, 27. Juli 2009
- Arusha/Tansania: Mindestens 33 Menschen sterben bei einem Busunfall.[90]
- Chhattisgarh/Indien: Bei einem Bombenanschlag maoistischer Rebellen werden im Osten des Landes sechs Polizisten getötet.[91]
- Kano/Nigeria: Bei gewaltsamen Zusammenstößen zwischen Polizisten und Mitgliedern der islamistischen Boko Haram werden im Bundesstaat Bauchi mindestens 200 Menschen getötet.[92]
- Mount Pleasant / Vereinigte Staaten: Eine Geisterfahrerin verursacht einen Unfall mit acht Toten.[93]
- Sichuan/China: Bei einem Hochwasser im Südwesten des Landes werden mindestens 22 Menschen getötet.[94]
- Tambach-Dietharz/Deutschland: Bei Ausgrabungen im Thüringer Wald wird der Schädel einer noch unbekannten Ursaurierart gefunden.

### Dienstag, 28. Juli 2009
- Gotha/Deutschland: Die Kriminalpolizei informiert über die Zerschlagung eines Pädophilenrings mit Mitgliedern in Deutschland und der Schweiz. Ausgangspunkt der Ermittlungen war ein Hinweis der Polizei des Vereinigten Königreichs.[95]
- Lima/Peru: Infolge einer Kältewelle im Hochland der Anden sind in den vergangenen Monaten mehr als 430 Menschen ums Leben gekommen, die meisten davon Kleinkinder und Rentner.
- London / Vereinigtes Königreich: Die Menschenrechtsorganisation Amnesty International ernennt die derzeit inhaftierte birmanische Oppositionsführerin Aung San Suu Kyi zur Botschafterin des Gewissens.[96]
- Miami / Vereinigte Staaten: Ein Boot mit 200 haitianischen Flüchtlingen kentert nördlich von Haiti vor den Turks- und Caicosinseln.

### Mittwoch, 29. Juli 2009
- Alicante/Spanien: Die spanische Polizei findet den gestohlenen Dienstwagen der deutschen Bundesministerin für Gesundheit Ulla Schmidt (SPD), welche den Mercedes-Benz S 420 mitsamt Fahrer während ihres Urlaubs an der Costa Brava nutzte. Der Fall löst eine Diskussion über die private Verwendung des Dienstwagens aus.[97]
- Burgos/Spanien: Bei einem Bombenanschlag der baskischen Terror-Organisation ETA auf eine Polizeikaserne werden 65 Menschen verletzt.[98]
- Chișinău/Moldau: Die Parlamentswahlen finden statt.
- Griechenland: Starke Winde entfachen mehrere Brände. Am schwersten betroffen sind die Inseln Skopelos und Euböa in der mittleren Ägäis.[99]
- Kerpen/Deutschland: Michael Schumacher verkündet sein Comeback in der Formel 1. Der siebenmalige Weltmeister soll den verletzten Felipe Massa beim nächsten Rennen in Valencia ersetzen.[100] Später muss er das Comeback jedoch aus gesundheitlichen Gründen absagen.
- Liuzhou/China: Ein Erdrutsch bringt im Süden des Landes einen Zug zum Entgleisen. Dabei sterben vier Menschen und 50 weitere werden verletzt.[101]
- Yobe/Nigeria: Beim Einsatz von Sicherheitskräften gegen islamische Fundamentalisten werden im nördlichen Bundesstaat mindestens 30 Menschen getötet.[102]

### Donnerstag, 30. Juli 2009

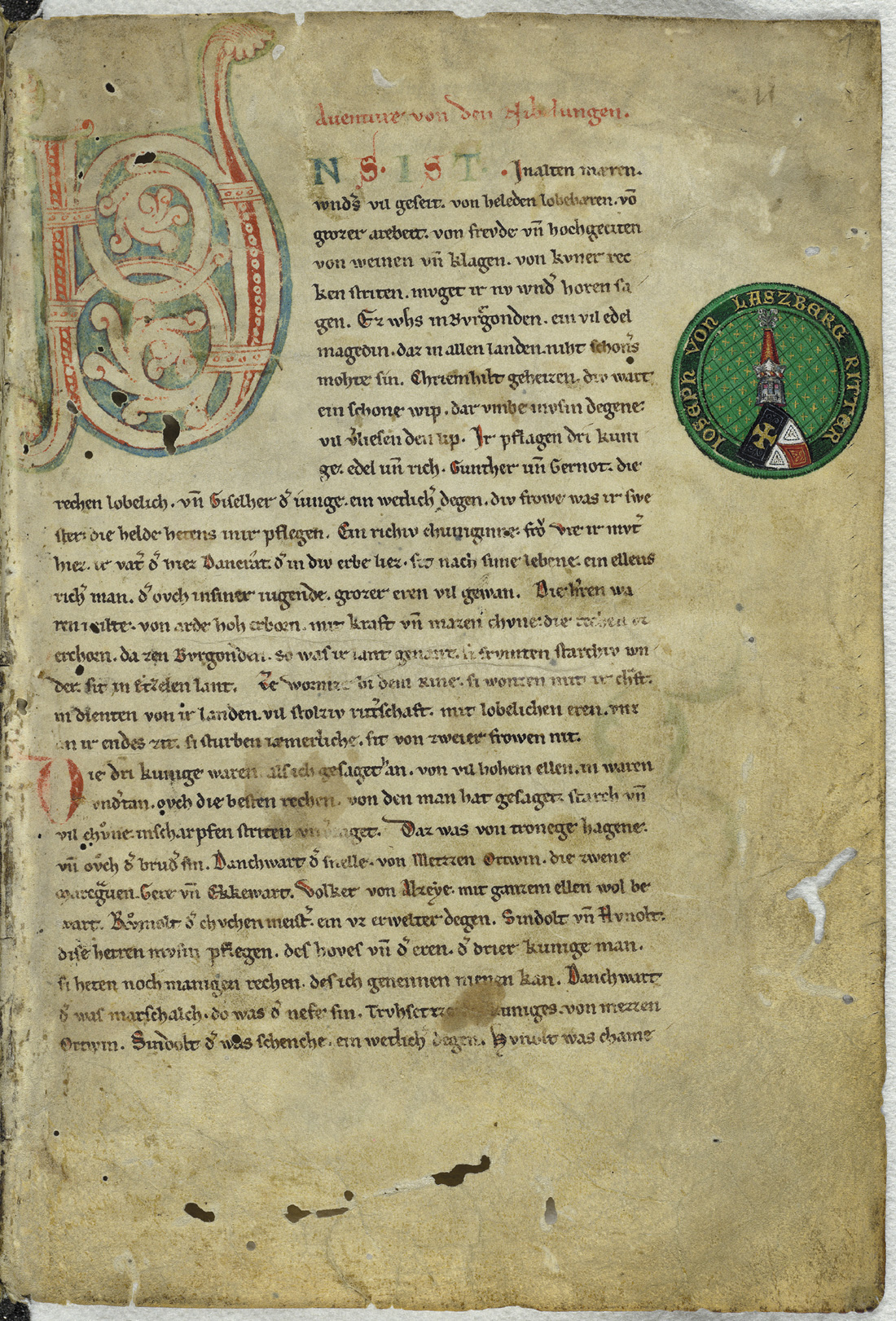
Erste Seite der Handschrift C des Nibelungenliedes

- Algier/Algerien: Bei einem Terroranschlag im Westen des Landes kommen mindestens 14 Menschen ums Leben.
- Bonn/Deutschland: Die drei vollständigsten Handschriften des Nibelungenliedes werden in das Register des UNESCO-Weltdokumentenerbes aufgenommen.[103][104]
- Den Helder/Niederlande: Das Museumsschiff „Prins Willem“ brennt komplett ab.[105]
- Helmand/Afghanistan: Bei einem Bombenanschlag auf ein Militärfahrzeug im Süden des Landes sind vier afghanische Soldaten ums Leben gekommen.
- Maiduguri/Nigeria: Bei den schweren Kämpfen im Norden des Landes tötet die Armee 90 islamische Aufständische.
- Palmanova/Spanien: Bei einem Anschlag auf eine Polizeikaserne auf der Insel Mallorca werden mindestens zwei Menschen getötet. Die spanische Polizei entschärft nach dem Anschlag eine zweite Bombe unter einem Militärfahrzeug.[106]

### Freitag, 31. Juli 2009
- Kattegat/Dänemark: In der Ostsee werden alle sechs Besatzungsmitglieder eines norwegischen Frachters vermisst, der möglicherweise gesunken ist.[107]
- Sant Pol de Mar/Spanien: Bei einem Busunfall in der Nähe von Barcelona sind sechs Menschen ums Leben gekommen und 39 weitere verletzt worden.[108]

## Weblinks

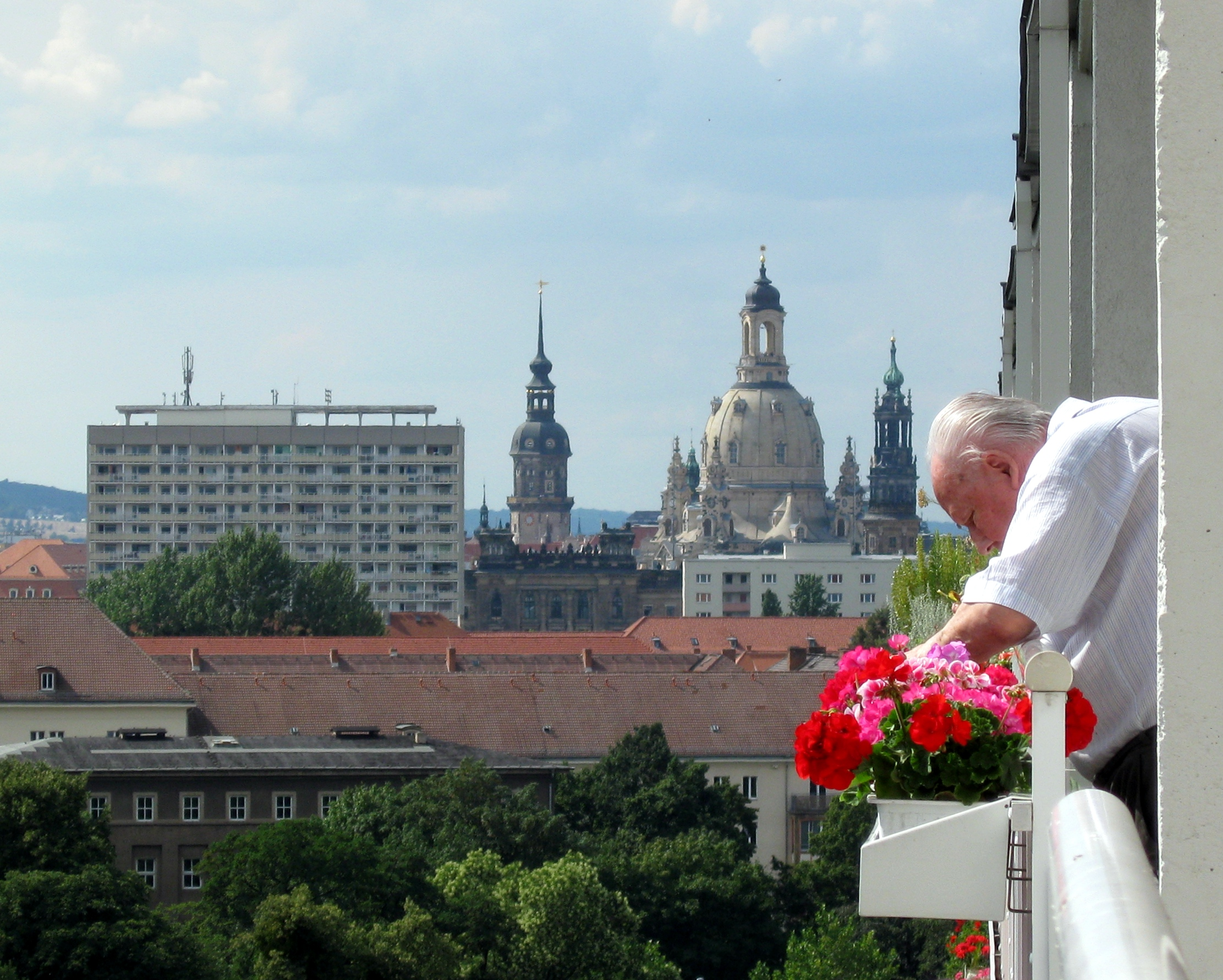
Dresden im Juli 2009